# Melanostoma simplex
Melanostoma simplex är en tvåvingeart som beskrevs av Doesburg 1955. Melanostoma simplex ingår i släktet gräsblomflugor, och familjen blomflugor.
Artens utbredningsområde är Burundi. Inga underarter finns listade i Catalogue of Life.